# テキサス大強盗団
『テキサス大強盗団』（Something Big）は、1971年のアメリカ合衆国の西部劇コメディ映画。監督はアンドリュー・V・マクラグレン、出演はディーン・マーティンなど。テクニカラー作品。
日本では劇場未公開だが、1987年4月13日のテレビ東京『2時のロードショー』など何度かテレビ放映された。放映時には『サムシング・ビッグ』の題が使われたこともある。

## キャスト
| 役名                       | 俳優                         | 日本語吹替   | 日本語吹替   |
| 役名                       | 俳優                         | 機内上映版   | テレビ東京版 |
| -------------------------- | ---------------------------- | ------------ | ------------ |
| ジョー・ベーカー           | ディーン・マーティン         | 羽佐間道夫   | 羽佐間道夫   |
| モーガン大佐               | ブライアン・キース           | 若山弦蔵     |              |
| メアリ・アナ・モーガン     | オナー・ブラックマン         | 森ひろ子     |              |
| ドーバー・マックブライド   | キャロル・ホワイト           | 内海みどり   |              |
| ジョス・ブックバインダー   | ベン・ジョンソン             | 千葉順二     |              |
| ジョニー・コブ             | アルバート・サルミ           | 大宮悌二     |              |
| トミー・マクブライド       | ドン・ナイト                 | 八代駿       |              |
| ポリー・スタンドール       | ジョイス・ヴァン・パタン     | 花形恵子     |              |
| 坊や／ジュニア・フリスビー | デンヴァー・パイル           | 田村錦人     |              |
| フィッツシモンズ軍曹       | マーリン・オルセン           | 西尾徳       |              |
| エンジェルムーン           | ロバート・ドナー             | 城山知馨夫   |              |
| ピッキンズ                 | ハリー・ケリー・Jr.          | 永井一郎     |              |
| キャリー・スタンドール     | ジュディ・メレディス         | 大久保みどり |              |
| タイラー大尉               | エドワード・フォークナー     | 西山連       |              |
| イエローサン               | ポール・フィックス           | 矢田稔       |              |
| ルイス・ムーン             | アーマンド・アルサモラ       | 木原規之     |              |
| マラカイ・モートン         | デヴィッド・ハドルストン     | 西山連       |              |
| 御者＃3                    | ボブ・スティール             | 根本好章     |              |
| 駅馬車の女                 | シルリーナ・マンチュリア     | 沢田敏子     |              |
| エミリオ・エステベス       | ホセ・アンヘル・エスピノーザ | 阪脩         |              |
| ガルシア                   | フアン・ガルシア             | 兼本新吾     |              |
| サム                       | ボブ・グラヴェージ           | 城山知馨夫   |              |
| ジェームズ伍長             | チャック・ヒックス           | 阪脩         |              |
| インディアン・スパイ       | エンリケ・ルセロ             | 飯塚昭三     |              |

## スタッフ
- 監督：アンドリュー・V・マクラグレン
- 製作：アンドリュー・V・マクラグレン、ジェームズ・リー・バレット
- 脚本：ジェームズ・リー・バレット
- 撮影：ハリー・ストラドリング・ジュニア
- 音楽：マーヴィン・ハムリッシュ

### 日本語版
| -              | 機内上映版       |
| -------------- | ---------------- |
| 演出           | 左近允洋         |
| 翻訳           | 額田やえ子       |
| 調整           | 栗林秀年         |
| 効果           | PAG              |
| 録音           | 番町スタジオ     |
| プロデューサー | 余宮雅人 （JAL） |
| 製作           | グロービジョン   |
| 制作           | 日本航空株式会社 |